# Georg Heinrich Rindfleisch
Georg Heinrich Rindfleisch (* 14. Mai 1834 in Köthen; † 13. Dezember 1883) war ein deutscher Jurist und Schriftsteller.

## Leben

### Herkunft
Rindfleisch war Sohn des anhaltischen Regierungsrates Rindfleisch und dessen Ehefrau, welche beide früh verstarben. Zusammen mit seinen vier Geschwistern wuchs er beim Großvater mütterlicherseits, dem Geheimen Obermedizinalrat Dr. Wilhelm von Brunn bei Köthen auf. Durch die viele Arbeit seines Großvaters wurde er von dessen Ehefrau, Frau von Brunn, erzogen und gepflegt.

### Karriere
Rindfleisch wuchs in Köthen unter einer fröhlichen, wohlbehüteten Kindheit auf. Rindfleisch besuchte das Köthener Gymnasium und entwickelte sich geistig und leiblich sehr schnell. Dies veranlasste ihn dazu, auf die Lateinischen Hauptschule zu Halle (Saale) zu wechseln, welche er Ostern 1851 mit dem Abitur bestand. Danach studierte er Jura in Halle, Heidelberg, Berlin und Leipzig und wurde preußischer Staatsbürger. In Heidelberg wurde er Mitglied des Corps Saxo-Borussia. 1854 bestand er die Auskultatorprüfung und Anfang 1860 die große Staatsprüfung mit Auszeichnung.
Er arbeitete daraufhin als Assessor am Kreisgericht bei Halle und der Staatsanwaltschaft zu Berlin. Im Herbst 1864 wurde er Kreisrichter in Merseburg. Nebenbei absolvierte Rindfleisch auch seine Militärpflicht im 27. Landwehrregiment. Nach staatlichen Veränderungen im Jahre 1866 wurde Rindfleisch Hilfsarbeiter am Naumburger Appellationsgericht. Am 10. Januar 1870 wurde er Obergerichtsrat in Celle, wo er, trotz seiner preußischen Staatsbürgerschaft, große Anerkennung erlangte.
Nach Ausbruch des Deutsch-Französischen Krieges wurde Rindfleisch als Leutnant zum Heere einberufen und dem 7. Westfälischen Infanterieregiment Nr. 56 zugeteilt. Sein Regiment überschritt am 28. August französischen Boden und nahm an der Belagerung von Metz teil. Als Teil des 10. Armeekorps kämpfte sein Regiment an zahlreichen weiteren Schlachten mit; der Schlacht bei Beaune-la-Rolande, der Schlacht von Orléans und der Schlacht bei Le Mans. Am 2. Januar 1871 erhielt Rindfleisch für seine Dienste das Eiserne Kreuz.
Nach seiner Rückkehr vom Krieg wurde er am 1. August 1871 zum Vortragenden Rat im Justizministerium ernannt. Diese Stellung ermöglichte ihm eine erhebliche Teilnahme an neuen Justizverwaltungsentwürfen, wo er an vielen maßgeblich beteiligt war. 1872 wurde er zum Geheimen Justizrat ernannt. 1875 wurde er zum Oberjustizrat ernannt. Im Jahre 1878 wurde er nach dem Tode seines Vorgängers Freiherr von Glaubitz, neuer Ministerialdirektor. Sein Name war besonders mit der großen Justizreorganisation 1879 verbunden. Am 29. November 1879 wurde er zum Unterstaatssekretär ernannt.
1891 wurden postum seine Tagebücher aus dem 1870/71 Krieg unter dem Titel Feldbriefe von Georg Heinrich Rindfleisch: 1870-71 veröffentlicht.

### Familie
Rindfleisch heiratete nach seinem Eintritt in das Staatsamt Elise Silberschlag, Tochter des Appellationsgerichtsrats Silberschlag in Naumburg. Nach kurzer Zeit verstarb aber seine Ehefrau. Er heiratete 1870 Mathilde von Ibell aus Wiesbaden.